# Marcel Génermont
Marcel Génermont, né le 13 avril 1891 à Moulins (Allier) et mort le 1er juin 1983 à Rocles (Allier), est un architecte et auteur français. 
Il était architecte des monuments historiques de l'Allier et il a publié de très nombreux ouvrages sur le Bourbonnais.

## Biographie

### Famille
Il était le fils d'Ernest Génermont (1843-1922), sculpteur, qui, après avoir assisté Carpeaux pour la création du décor sculpté de l'Opéra Garnier, était revenu dans son Bourbonnais natal et y avait fondé une entreprise de réalisation de monuments funéraires. Sa mère était Marie Nicolas.
Son fils, Robert Génermont (né en 1925), installé en Normandie, est architecte en chef des bâtiments civils et palais nationaux. Il est membre de l'Académie d'architecture.

### Carrière
Il fait ses études d'architecture à Paris, où il obtient le diplôme de l'École nationale supérieure des beaux-arts en 1920, après avoir été formé dans l'atelier de Gabriel Héraud.
Durant ses études, il est le délégué de Paris auprès de l’Association universelle d'espéranto.
Pendant la Première Guerre mondiale, il est mobilisé. Dès son retour, poussé par son goût pour l'écriture, il fonde avec son ami Joseph Voisin une revue littéraire des anciens combattants: Par la plume et l'épée.
Dès 1919, il devient membre de la Société d'émulation du Bourbonnais. Plus tard, il en sera président, pendant plus de trois décennies.
D'abord architecte des monuments historiques (à partir de 1924), il est ensuite architecte des bâtiments de France, de 1941 à sa retraite en 1961.
Dans les années 1930, il préside l'Association provinciale des architectes français.
En 1940, il est intendant militaire adjoint à Moulins. Il fait partie de la municipalité qui administre Moulins pendant la Seconde Guerre mondiale sous l'autorité du maire René Boudet.
En 1957, il fonde Les Cahiers bourbonnais, revue trimestrielle et maison d'édition, dont le fondement est la défense des lettres, des arts et de l'histoire du Bourbonnais et une tribune pour tous les auteurs du Bourbonnais. Cette revue, qu'il publiera pendant 26 années, jusqu'en 1983 (no 105), est composée des chroniques bourbonnaises et d'un cahier central contenant des articles de fond écrits par les meilleurs auteurs et historiens du Bourbonnais et d'ailleurs. Il fonde également la maison d'édition qui porte le même nom. Après une année de deuil, la revue et la maison d'édition sont transportées de Moulins à Charroux et s'y maintiennent pendant 32 années par Jean-Pierre Petit et son équipe de rédaction, de 1984 à 2015, du no 105 au no 234, sans compter les numéros thématiques hors-série et les nombreux livres publiés.
Plusieurs de ses ouvrages ont été récompensés par l'Académie française : Jacquemart, bourgeois de Moulins, prix Fabien en 1936 ; Les églises de France, prix Hercule-Catenacci en 1939 ; Bourbonnais, douce province au cœur de la France, prix Broquette-Gonin (littérature) en 1965.

## Œuvre architecturale
- Au début de sa carrière, il réalise de nombreux monuments aux morts du département de l'Allier, à Bressolles (1922), Saint-Menoux (1922), Theneuille (1921), Varennes-sur-Allier (1921), Vieure, Ygrande, Yzeure (1922) ; monument aux morts du cimetière (1925) de Moulins[3].
- Hôpital général de Moulins (1929-1935).
- Hôpital de Decize (Nièvre).
- Restauration de très nombreux monuments historiques. Il a beaucoup travaillé à Souvigny.

## Publications
- Jacquemart, bourgeois de Moulins, illustrations inédites et hors texte de El. Meyer, Moulins, Syndicat d'initiatives bourbonnais, 1934, In-folio, 68 p. Prix Fabien de l'Académie française
- Vieilles rues, plaques neuves, les rues de Moulins à travers les âges, illustrations d'El. Meyer, Moulins, Crépin-Leblond, 1937, in-8°, 271 p., ill. (réed. sous le titre Vieilles rues, plaques neuves, les rues de Moulins, Avermes et Yzeure à travers les âges, Moulins, Éditions des Cahiers bourbonnais, 1972).
- Les Églises de France. L'Allier (avec Pierre Pradel), Paris, Letouzey & Ané, 1938, XIX-319 p., ill, Prix Hercule-Catenacci de l'Académie française.
- Souvigny : du duc Louis au prince Sixte : Saint-Denis des Bourbons, Clermont-Ferrand, G. de Bussac, [1955], 33 p., ill. (coll. « Le Touriste en Bourbonnais », no 3).
- (avec Camille Gagnon, Joseph Viple, Paul Dupieux) Visages du Bourbonnais, Paris, Éd. des Horizons de France, 1947, 200 p., ill.
- Bourbonnais, douce province au cœur de France, lithographies et gravures de Ferdinand Dubreuil, Clermont-Ferrand, G. de Bussac, 1960, in-4°, 134 p., fig. en noir et en coul., pl., carte.

## Iconographie
- Buste par le sculpteur Robert Mermet (1896-1988), non localisé[4].
- Caricature par Jean-Robert dans une carte postale Espéranto publiée de Mme. Alice Farges, Lyon (1913)